# إريكا أنديا
إريكا نويمي أنديا بالكازار (ولدت في 6 مارس 1972)، ممثلة مسرحية ومخرجة وصحفية بوليفية.

## حياتها
وُلدت إيريكا أنديا في لاباز، بوليفيا في 6 مارس 1972، وأكملت تعليمها الأساسي في مدينة ولادتها. بدأت دراسة المسرح في ورشة ديفيد مونداكا، وواصلت متابعة تعليمها العالي في مجال «التواصل الاجتماعي» في الجامعة الكاثوليكية في بوليفيا.
دخلت أنديا الجمهور الواعي عن عمر يناهز 33 عامًا بأدائها بدور «مهربة المخدرات دوميتيلا» في الفيلم الذي صدر في عام 2005 بعنوان "Quién mató a la llamita blanca"؟، الذي عرض في سنة 2006. مثلت أنديا أيضاً في مسلسلي "Programa Z" عام 2012 و"Sartenazo" عام 2014.
في نوفمبر 2017، تعاونت كل من أنديا وكوري وارميس في مسرحية "eja Vu, el corazón también recuerda" في مدينة سوكري.

## أنظر أيضاُ
- حارس المرمى

## وصلات خارجية
- إريكا أنديا على موقع IMDb (الإنجليزية)
- إريكا أنديا على موقع قاعدة بيانات الفيلم (الإنجليزية)

- إريكا أنديا على موقع IMDb